# Кім Чі Су (футболіст)
Кім Чі Су (кор. 김지수; нар. 24 грудня 2004, Пучхон) — південнокорейський футболіст, захисник англійського клубу «Брентфорд».

## Клубна кар'єра

### «Соннам»
Футболом почав займатися в структурі клубу «Соннам». В січні 2022 року переведений до першої команди. 7 лютого 2022 року підписав напівпрофесіональний контракт з клубом. 14 травня 2022 року дебютував в основному складі «Соннама» в матчі Кей-ліги 1 проти клубу «Сувон Самсунг Блювінгз». 18 жовтня 2022 року уклав професіональний контракт із «Соннамом». У своєму дебютному сезоні провів 19 поєдинків, а його команда вибула до Кей-ліги 2.

### «Брентфорд»
23 червня 2023 року перейшов в англійський клуб «Брентфорд», підписавши чотирирічний контракт з опцією продовження ще на один рік. Після переходу був переведений до резервної команди «Брентфорд Б».
7 червня 2024 року офіційно переведений до першої команди «Брентфорда». 17 вересня 2024 року дебютував за «Брентфорд» у матчі Кубка ліги проти клубу «Лейтон Орієнт», замінивши Сеппа ван ден Берга. 27 грудня у поєдинку проти клубу «Брайтон енд Гоув Альбіон» дебютував у Премʼєр-лізі.

## Кар'єра в збірній
Виступав за збірні Південної Кореї до 15, до 16 і до 20 років. У березні 2023 року в складі збірної до 20 років брав участь в юнацькому Кубку Азії в Узбекистані. На турнірі провів 4 матчі, а його команда дійшла до півфіналу, де в серії післяматчевих пенальті поступилась збірній Узбекистану (Кім свій удар не реалізував). У травні 2023 року потрапив до заявки на молодіжний чемпіонат світу 2023 в Аргентині. На мундіалі зіграв в усіх 7-ми поєдинках своєї команди, яка посіла 4-те місце, поступившись у матчі за 3-тє місце збірній Ізраїлю.
28 серпня 2023 року вперше викликаний до збірної Південної Кореї головним тренером Юргеном Клінсманном для участі в товариських матчах проти збірних Уельсу та Саудівської Аравії. 28 грудня 2023 року був включений в офіційну заявку збірної Південної Кореї для участі в матчах фінальної частини Кубку Азії 2023 в Катарі. На турнірі не зіграв жодного поєдинку, а корейці дійшли до півфіналу, де поступились йорданцям.

## Статистика виступів
Станом на 8 березня 2025 
| Клуб              | Сезон             | Чемпіонат         | Чемпіонат | Чемпіонат | Кубок | Кубок | Кубок ліги | Кубок ліги | Континентальні | Континентальні | Інші  | Інші | Всього | Всього |
| Клуб              | Сезон             | Дивізіон          | Матчі     | Голи      | Матчі | Голи  | Матчі      | Голи       | Матчі          | Голи           | Матчі | Голи | Матчі  | Голи   |
| ----------------- | ----------------- | ----------------- | --------- | --------- | ----- | ----- | ---------- | ---------- | -------------- | -------------- | ----- | ---- | ------ | ------ |
| Соннам            | 2022              | Кей-ліга 1        | 19        | 0         | 0     | 0     | —          | —          | —              | —              | —     | —    | 19     | 0      |
| Соннам            | 2023              | Кей-ліга 2        | 1         | 0         | 1     | 0     | —          | —          | —              | —              | —     | —    | 2      | 0      |
| Соннам            | Всього            | Всього            | 20        | 0         | 1     | 0     | 0          | 0          | 0              | 0              | 0     | 0    | 21     | 0      |
| Брентфорд         | 2024–25           | Прем'єр-ліга      | 3         | 0         | 1     | 0     | 1          | 0          | 0              | 0              | 0     | 0    | 5      | 0      |
| Всього за кар'єру | Всього за кар'єру | Всього за кар'єру | 23        | 0         | 2     | 0     | 1          | 0          | 0              | 0              | 0     | 0    | 26     | 0      |